# Trucuk (plaats)
Trucuk is een bestuurslaag in het regentschap Klaten van de provincie Midden-Java, Indonesië. Trucuk telt 3958 inwoners (volkstelling 2010).